# Lám, a láma
A Lám, a láma (eredeti cím: Llama Llama) 2018 és 2019 között vetített amerikai televíziós flash animációs sorozat, amelyet Anna Dewdney, Reed Duncan és Jane Startz készítettek a Netflix számára. A zenéjét George Gabriel szerezte. Az animációs játékfilmsorozat producere Reed Duncan. A tévéfilmsorozat a Genius Brands gyártásában készült, a Netflix forgalmazásában jelent meg. Műfaja kalandfilm-sorozat. A sorozat Amerikában 2018. január 26-án, míg Magyarországon 2019. október 25-én mutatta be a Netflix, új szinkronnal 2024. december 2-án az M2 mutatta be.

## Szereplők
| Szereplő         | Eredeti hang                               | Magyar hang      | Magyar hang           |
| Szereplő         | Eredeti hang                               | Netflix          | M2                    |
| ---------------- | ------------------------------------------ | ---------------- | --------------------- |
| Kicsi Láma       | Shayle Simons                              | Mayer Marcell    | Holló-Zsadányi Norman |
| Mama Láma        | Jennifer Garner                            | Andrádi Zsanett  | Dobó Enikő            |
| Kecske Gilroy    | Austin Abell                               | Kelemen Noel     | Rostás Ábel           |
| Zsiráf Luna      | Vania Gill                                 | Mayer Szonja     | Schmidt Karolina      |
| Gnú Nelly        | Islie Hirvonen                             | Hermann Lilla    | Schmidt Regina        |
| Zebra Zelda      | Evans Johnson                              | Huszárik Kata    | Ligeti Kovács Judit   |
| Nagymama         | Kathleen Barr                              | Málnai Zsuzsa    |                       |
| Elefánt Eleonóra | Kathleen Barr                              | Virághalmy Judit |                       |
| Nagypapa         | David Orth (1. hang) David Poole (2. hang) | Csuha Lajos      |                       |
| Euklidész        | Brenden Sunderland                         | Maszlag Bálint   | Szili András          |

## Epizódok
| Évad | Évad | Epizódok | Eredeti sugárzás   | Eredeti sugárzás   | Magyar sugárzás    | Magyar sugárzás    |
| Évad | Évad | Epizódok | Évadpremier        | Évadfinálé         | Évadpremier        | Évadfinálé         |
| ---- | ---- | -------- | ------------------ | ------------------ | ------------------ | ------------------ |
|      | 1    | 15       | 2018. január 26.   | 2018. január 26.   | 2019.              | 2019.              |
|      | 2    | 10       | 2019. november 15. | 2019. november 15. | 2019. november 15. | 2019. november 15. |